# Tropidoprion
Tropidoprion is een kevergeslacht uit de familie van de boktorren (Cerambycidae). De wetenschappelijke naam van het geslacht werd voor het eerst geldig gepubliceerd in 1973 door Quentin & Villiers.

## Soorten
Tropidoprion omvat de volgende soorten:
- Tropidoprion coquerelii (Fairmaire, 1901)
- Tropidoprion costulatus (Fairmaire, 1901)
- Tropidoprion gibbosus Quentin & Villiers, 1973
- Tropidoprion grandidieri (Lameere, 1903)
- Tropidoprion pfeifferae (Waterhouse, 1880)